# HYIP
HYIP je zkratka pro High Yield Investment Program (vysokovýnosový investiční program). HYIPy jsou podvodné investiční programy nabízené hlavně přes internet. Investorům nabízejí neúměrně vysoké zisky. Pro manipulaci s měnou používají zejména elektronické peněženky jako například Liberty Reserve, Perfect Money nebo Alertpay.
Často fungují na principu Ponziho schématu, podtypu pyramidového schématu. Noví investoři poskytují peníze k vyplacení zisku existujícím investorům, kteří mohou vše vybrat a nezanechat nic novým investorům. Od jistého okamžiku přestanou své investory vyplácet úplně, od takového okamžiku bývají nazývány anglickým výrazem SCAM. Některé mohou s investovanými penězi obchodovat třeba na burzách a jsou i takové, které vydrží několik let.
HYIPy jsou často propagovány ve spamových e-mailech a na diskuzních forech. Ve většině státu světa nejsou legální, v České republice může být jejich provozování stíháno jako trestný čin podvodu.